# Terremoto de Kamchatka de 1923
El terremoto de Kamchatka (Rusia) tuvo lugar el 4 de febrero de 1923, con una magnitud estimada 8.3 a 8.5 M w. 
El terremoto con una ubicación aproximada en 54.0 ° N 161.0 ° E desencadenó un tsunami de 8 metros que causaron daños considerables en Kamchatka. La máxima intensidad percibida de Mercalli fue de XI (extrema). El tsunami alcanzó los 6 metros en Hawái, causando al menos una víctima mortal.
Hubo otro terremoto y también otro tsunami local en abril de 1923 que causó pánico. Los depósitos que dejó fueron estudiados por Minoura entre otros.